# 鄭琬 (崇禎進士)
鄭琬（1622年—？），字用之，號德如，山西夏县人。明末科進士，清初政治人物。

## 生平
崇禎十二年（1639年）己卯科山西乡试第四十一名举人，十六年（1643年），中式癸未科進士。授漳平县知县。